# Qiong-Brennofen
Der Qiong-Brennofen (chinesisch 邛窑, Pinyin Qióng yáo, englisch Qiong kiln) bzw. Qionglai-Brennofen (邛崃窑,  Qiónglái yáo, englisch Qionglai kiln) sind verschiedene Keramikbrennofen-Stätten auf dem Gebiet der Stadt Qionglai von Chengdu in der chinesischen Provinz Sichuan. Sie produzierten seit der Zeit der Sui-Dynastie, über die Tang-Dynastie, Sechs Dynastien bis in die Zeit der Song-Dynastie. Sie sind berühmt für ihre Dreifarben-Keramik-Erzeugnisse aus der Zeit der Tang-Dynastie. Die bedeutendste Stätte ist der Brennofen von Shifangtang.
Die Stätte des Qiong-Brennofens von Shifangtang steht seit 2006 auf der Liste der Denkmäler der Volksrepublik China (3-223).

## Stätten
- Shifangtang (什邡堂)
- Jianzi Shan (尖子山)
- Wayao Shan (瓦窑山)
- Dorf Xihe (西河乡)
- Großgemeinde Guyi (固驿镇)

### Nachschlagewerke
- Cihai („Meer der Wörter“), Shanghai cishu chubanshe, Shanghai 2002, ISBN 7-5326-0839-5
- Zhongguo da baike quanshu: Kaoguxue (Archäologie). Beijing: Zhongguo da baike quanshu chubanshe, 1986 (Online-Text (Qionglai Yaozhi))